# Jean-Baptiste Chalonnax
Jean-Baptiste Chalonnax est un sculpteur français né en 1819 à Clermont-Ferrand où il est mort le 22 août 1898.

## Biographie

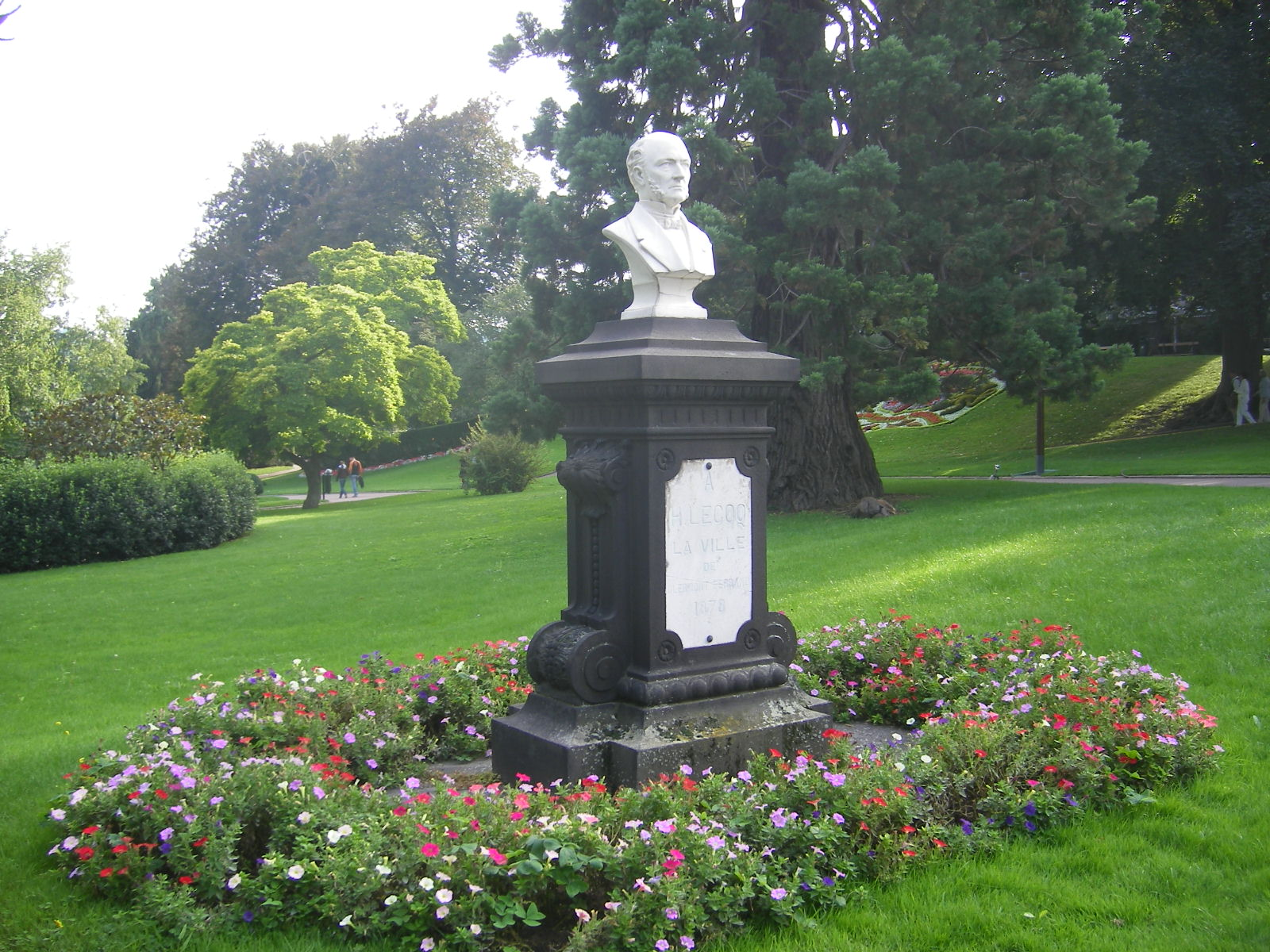
Monument à Henri Lecoq (1878), Clermont-Ferrand, jardin Lecoq.

Chalonnax est né à Clermont-Ferrand en 1819. Il part étudier à Paris où il devient élève de François Rude et d'Antoine-Louis Barye. De retour dans sa ville natale, il reçoit de l'État, à dix ans d'intervalle, la commande de deux saints en pierre destinés à l'église d'Issoire. À Clermont-Ferrand, on lui doit une statue du jurisconsulte Jean Domat érigée dans la cour de l'hôtel de ville, un buste de l'ancien ministre Rouher conservé au musée d'Art Roger-Quilliot et un monument au botaniste Henri Lecoq ornant l'entrée du jardin Lecoq. Il a exposé plusieurs portraits aux Salon de 1863 à 1878.
Il meurt à Clermont-Ferrand en 1898.

## Œuvres
- Moïse brisant les tables de la loi. Exposition de Lyon en 1844.
- Saint Paul. Statue en pierre. Église d'Issoire (Puy-de-Dôme). Cette statue a été commandée par le ministre d'État, le 22 août 1858, moyennant 1500 francs payés à l'artiste le 15 décembre 1860.
- Portrait de M. S. Buste en plâtre. Salon de 1863 (n° 2284).
- Portrait de M. P... Buste en plâtre. Salon de 1867 (n° 21 70).
- Buste du Dr Gustave Camille Allard (Marseille, 7 octobre 1832-Marseille, 23 mai 1864), docteur en médecine de l’université de Paris (1853), médecin-inspecteur des Eaux de Saint-Honoré (1856-1859), puis médecin-inspecteur des Eaux de Royat (1860-1864). Buste installé dans le hall de l’établissement thermal de Royat le 27 octobre 1867[4].
- Saint Austremoine. Statue en pierre. Église d'Issoire (Puy-de-Dôme). Cette statue a été commandée par décision ministérielle, en date du 1er mars 1868, moyennant la somme de 1.500 francs qui fut payée à l'artiste le 30 décembre de la même année.
- Portrait du général de Chabron. Buste en plâtre. Salon de 1869 (n°3294).
- M. Rouher, ancien ministre. Buste en plâtre. Musée de Clermont-Ferrand.
- Jean Domat, jurisconsulte. Statue. Cour de l'Hôtel de ville de Clermont-Ferrand.
- M. L. C... Buste en plâtre. Salon de 1878 (n° 4111).
- Henri Lecoq (1802-1871), botaniste. Buste en marbre. H. 0m75. Ce buste a été érigé, en 1878, en face de l'entrée du jardin Lecoq, à Clermont-Ferrand.